# Vasile S. Brezeanu
Vasile S. Brezeanu (n. 1864 – d. 1 octombrie 1917, București) a fost un agronom și publicist român, considerat unul dintre fondatorii viticulturii și vinificației științifice din România. A fost primul profesor de viticultură și vinificație din învățământul superior agronomic românesc, autor al primului tratat complet de viticultură și oenologie publicat în țară.

## Biografie

### Copilărie și educație
Vasile S. Brezeanu s-a născut în anul 1864. A urmat liceul, absolvit în 1882, iar în perioada 1882–1885 a studiat la Școala Centrală de Agricultură Herăstrău. Între 1885 și 1889 a urmat cursurile prestigioasei Școala Națională de Agricultură de la Grignon, Franța, una dintre cele mai renumite instituții de învățământ agricol ale vremii.

### Carieră profesională
După întoarcerea în țară, în 1890, a fost numit subșef al Diviziei Viticole din Ministerul Agriculturii, Industriei și Comerțului, fiind colaborator apropiat al lui George Nicoleanu. A fost implicat în refacerea viilor distruse de filoxeră, în organizarea importului de vițe americane și dezvoltarea tehnicii altoirii.
Din 1891, a desfășurat o activitate intensă în teren și în publicistică, contribuind la popularizarea metodelor moderne de viticultură. Între 1896 și 1916 a fost fondator și director al revistei „Revista viticolă, horticolă și agricolă”, prima publicație românească importantă de specialitate în domeniu.
A fost conferențiar la Școala Superioară de Agricultură Herăstrău, fiind autorul programelor de învățământ și susținător al unei educații agronomice moderne.
A decedat în timpul Primului Război Mondial, la 1 octombrie 1917, fiind înmormântat la Cimitirul Bellu din București.

## Activitate științifică

### Tratatul de viticultură
Lucrarea fundamentală a lui Vasile Brezeanu este Tratatul de viticultură, publicat în trei ediții: 1902, 1906 și 1912. A fost primul tratat românesc complet de viticultură, utilizat peste trei decenii în școli și practică. Cartea acoperă tematici precum ampelografia, biologia și fiziologia viței de vie, înmulțirea, altoirea, lucrările solului, tăierile, combaterea bolilor (inclusiv filoxera), sortimentul de soiuri și istoria viticulturii.
Profesorul Gherasim Constantinescu aprecia că lucrarea marchează „un salt în literatura viticolă românească”, având o valoare științifică și practică deosebită.

### Tratatul de vinificație și lucrări auxiliare
În 1907, a publicat Tratat pentru prepararea vinurilor, cu un supliment despre fabricarea derivatelor viei (spirt, oțet, rachiu din drojdie și tescovină). A fost prima lucrare sistematică de oenologie românească. A tratat metodele de fermentație, păstrarea vinurilor, combaterea bolilor și defectelor, precum și obținerea derivatelor.
Împreună cu George Nicoleanu, a realizat lucrarea État de l’arboriculture en Roumanie (1900), prima cercetare asupra stării pomiculturii în România. A mai publicat lucrări privind altoirea viței de vie (1893, 1908) și numeroase articole în presa de specialitate.

### Publicistică
Începând din 1896, a fondat și condus revista „Revista viticolă, horticolă și agricolă”, cu circa 2000 de pagini publicate, majoritatea semnate de el. A tratat teme privind politica viticolă, economia vinului, învățământul agricol, bolile și tratamentele, altoirea, portaltoii, tehnologia de plantare și îngrijire a viței. A colaborat la revistele „Cîmpul” și „Viața agricolă”.
A fost membru fondator al Societatea Română de Agricultură (1911), alături de personalități precum Maximilian Popovici, Gheorghe Ionescu-Șișești, Sandu Aldea, O.P. Popovici-Lupa, George Nicoleanu și Nicolae Filipescu.

## Lucrări
- Tratat de viticultură (3 ediții: 1902, 1906, 1912), Tip. „Cronica”, București
- Tratat pentru prepararea vinurilor (1907), Tip. „Basilescu”, București
- Altoirea forțată a vițelor americane (1908), Ed. „Alcalay”, București
- Etat de l'arboriculture en Roumanie (cu G. Nicoleanu), Tip. „Dreptatea”, București, 1900
- Altoirea vițelor americane (1893)
- Vinul de stafide, „Revista Viticolă”, nr. 6, 1899
- Mana viilor, „Revista Viticolă”, nr. 20, 1896
- Lucrările de înființare ale viei, „Revista Viticolă”, nr. 18, 1898
- Asupra reconstituirii viilor, „Revista Viticolă”, nr. 16, 1899

## In memoriam
Vasile S. Brezeanu a fost înmormântat la Cimitirul Bellu din București, în cavoul familiei Nicolae Brezeanu. A lăsat în urmă o operă fundamentală pentru viticultura și oenologia românească. A fost succedat cu greu în funcțiile sale, fiind considerat un pionier al domeniului și un promotor neobosit al educației și cercetării aplicate în agricultură.